# Populus canadensis
Populus canadensis är en videväxtart som beskrevs av Conrad Moench. Populus canadensis ingår i släktet popplar, och familjen videväxter. Inga underarter finns listade i Catalogue of Life.

## Bildgalleri

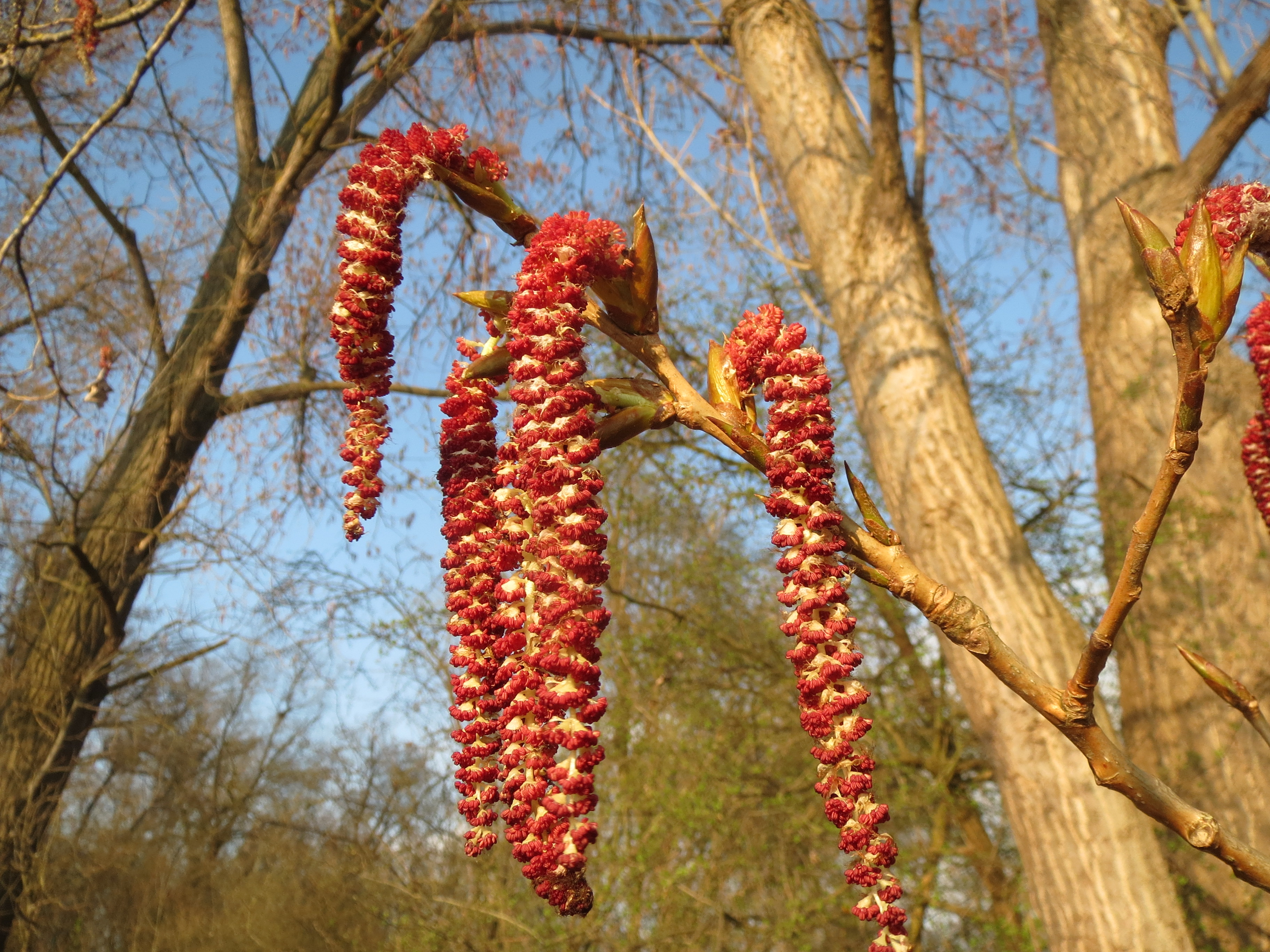